# La letteratura fantastica
La letteratura fantastica è un saggio dello scrittore bulgaro Cvetan Todorov, pubblicato per la prima volta nel 1970.

## Contenuti
Il saggio è suddiviso in dieci capitoli così riassumibili:

### Cap. 1. I generi letterari
Nell'individuazione dei generi letterari, si opera per induzione (come nel metodo scientifico). Deve essere salvaguardata l'applicabilità della teoria e la sua coerenza logica. Vengono criticate alcune classificazioni dei generi letterari operate da Frye: esse sono arbitrarie e non rispondono ad una teoria definita. L'attuale studio non mira ad una classificazione universale, vera ed assoluta ma solo a definire verità e osservazioni approssimative.

### Cap. 2. Definizione del fantastico

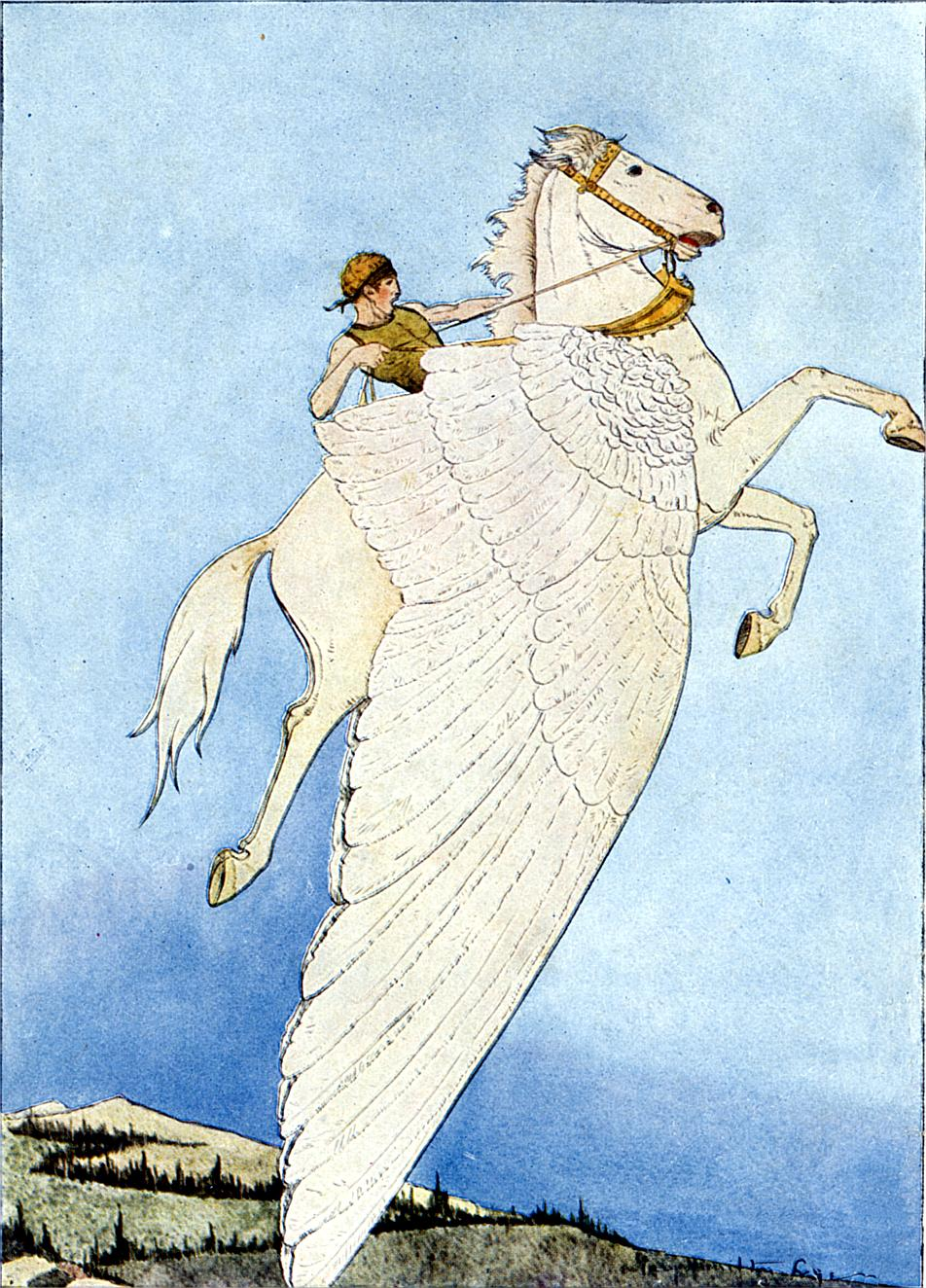
The Winged Horse

Il fantastico è l'esitazione provata da un essere il quale conosce soltanto le leggi naturali, di fronte a un avvenimento apparentemente sovrannaturale. L'esitazione della funzione lettore è la prima condizione del fantastico; la seconda condizione (facoltativa ma molto spesso presente) è che anche un personaggio può provare la stessa esitazione del lettore; la terza condizione impone che la lettura del testo non debba risultare poetica o allegorica.
Osservazioni: la tematica principale del fantastico non è il soprannaturale: non si può infatti concepire come una categoria che raggruppi tutti i testi a tematica soprannaturale (per quello ci sarà il meraviglioso). Il fantastico non si limita a tematizzare la paura.
L'ambiguità fantastica inoltre può essere di due tipi: esitazione sulla percezione (degli eventi da parte dei personaggi) ed esitazione sul linguaggio (dei personaggi riguardo agli eventi). Nel primo caso si esita sul nome da dare agli eventi (realtà o visione folle) nel secondo caso si esita sul nome da dare alle visioni (follia o superiorità).

### Cap. 3. Lo strano ed il meraviglioso
Il fantastico dura soltanto il tempo di un'esitazione. Questa esitazione può durare per tutto il testo (in pochissimi casi) oppure può risolversi con una spiegazione razionale (andando nello strano) o con una spiegazione soprannaturale (andando nel meraviglioso). Quindi, più che essere un genere a sé, il fantastico è una barriera tra lo strano ed il meraviglioso.
Possiamo quindi fare una distinzione di generi più precisa:
- lo strano puro;
- il fantastico strano;
- il fantastico meraviglioso;
- il meraviglioso puro.

Nelle opere dello strano puro, si narrano avvenimenti che si possono spiegare mediante le leggi della ragione, ma che in un modo o nell'altro sono incredibili, straordinari, insoliti e che, per questo motivo, ci conferiscono una sensazione simile al fantastico (questo genere è però delimitato solo dalla parte del fantastico, dall'altra parte sfocia nella letteratura generale).
Nel fantastico strano, certi avvenimenti che nel corso della storia sembrano soprannaturali ricevono alla fine una spiegazione razionale.
Il fantastico meraviglioso raccoglie i racconti che si presentano come fantastici e che terminano con un'accettazione del soprannaturale.
Il meraviglioso puro, alla stregua dello strano puro, non ha limitazioni ben definite: qui gli elementi soprannaturali non provocano nessuna reazione particolare né nei personaggi né nel lettore, ciò che caratterizza il meraviglioso è la natura soprannaturale stessa degli avvenimenti.
Per ben delimitare il meraviglioso puro, conviene eliminare diversi tipi di racconto nei quali al soprannaturale è possibile trovare ancora una certa giustificazione:
1. meraviglioso iperbolico (modi di dire);
2. meraviglioso esotico (eventi soprannaturali ma credibilissimi per i lettori del tempo);
3. meraviglioso strumentale (strumenti allora impossibili ma risultati possibili nella storia);
4. meraviglioso scientifico (la fantascienza).

### Cap. 4. La poesia e l'allegoria
Il fantastico inoltre non deve essere confuso con la poesia e l'allegoria: la poesia (opposto di finzione) in quanto non rappresentativa e l'allegoria (opposto di senso letterale) in quanto rappresentante di un altro significato.
La finzione, che non può che essere presa in senso letterale, può essere fantastica. Inoltre individuiamo tre livelli di interazione tra allegoria e soprannaturale:
- 1º livello - allegoria evidente, che viola la prima condizione di esistenza del fantastico (manca esitazione del lettore tra soprannaturale e non);
- 2º livello - allegoria indiretta, che viola la terza condizione di esistenza del fantastico (manca lettura rigorosamente non allegorica);
- 3º livello - allegoria esitante, che è in dubbio se violi la terza condizione di esistenza del fantastico (non si sa se farne lettura allegorica o meno).

### Cap. 5. Il discorso fantastico
Finzione e senso letterale sono condizioni necessarie all'esistenza del fantastico.
Tratti dell'opera attinenti al suo aspetto verbale e sintattico ⇒ 3 proprietà strutturali del fantastico: la prima attiene all'enunciato, la seconda all'enunciazione, la terza all'aspetto sintattico.
- A. Le figure retoriche sono legate al fantastico in 3 modi: 
  - Prolungamento di una figura retorica che porta al soprannaturale (prolungamento iperbolico);
  - Realizzazione in senso proprio di un'espressione figurata;
  - Espressioni figurate che, sincronicamente, descrivono un fatto (“La statua sembra essere viva”).
- B. La focalizzazione interna è quasi necessaria al fantastico, se il narratore è anche un personaggio l'effetto fantastico rende di più.
- C. La composizione del racconto (aspetto sintattico) si basa sull'irreversibilità del tempo il quale implica una lettura lineare (dall'inizio alla fine) per non snaturare l'effetto sintattico.

### Cap. 6. I temi del Fantastico: introduzione
Affrontiamo ora l'aspetto semantico.

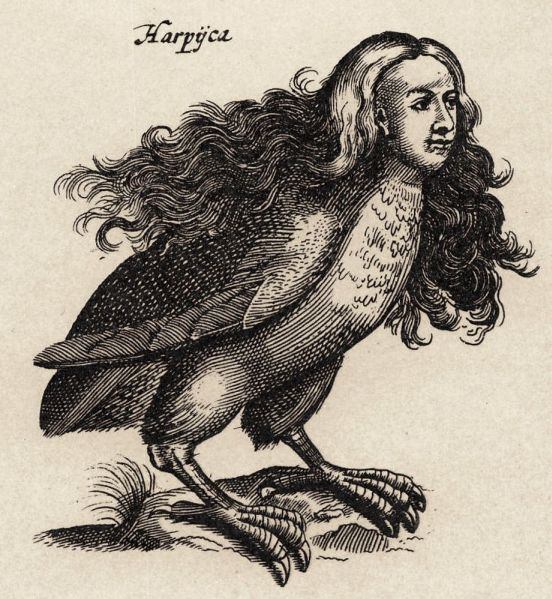
Arpia

Gli avvenimenti strani sono condizione semantica necessaria al fantastico. Quali sono le funzioni degli avvenimenti “strani”? Suscitare un effetto particolare sul lettore, mantenere la suspense, descrivono l'universo fantastico che è della loro stessa natura. Ci soffermeremo sulla terza funzione.
I temi del fantastico sono contigui a quelli della letteratura, il che ci pone una domanda più generale: come parlare di ciò di cui parla la letteratura? Ci sono da temere due problemi: ridurre il tutto a contenuti o ridurre il tutto a forme.
Innanzi tutto, bisogna distinguere le interpretazioni critiche (solo contenuto) dallo studio dei temi (ci terremo lontani dall‘interpretazione come per l'analisi formale).
Per l'analisi formale possedevamo una teoria globale, adesso, per l'analisi tematica, dovremo formulare una teoria tematica. La teoria tematica “sensualista” in pratica riduce le categorie tematiche ad ogni manifestazione sensibile ⇒ in questo modo non si forma una teoria che possa essere (per lo più) universalmente applicabile ai testi, bensì una serie infinita di termini concreti che variano sempre di testo in testo. Questo procedimento può essere usato per la critica ad un testo (passaggio di tema in tema). Il primo passo del nostro metodo consisterà in una divisione tra temi compresenti e temi incompatibili.

### Cap. 7. I temi dell'Io
Partiamo dal gruppo dei temi che possono essere compresenti. Nella raccolta Le mille e una notte, elementi soprannaturali ⇒ due gruppi:
- metamorfosi; esistenza di esseri soprannaturali che simboleggiano un sogno di potenza sugli eventi e (ancora meglio) la causalità di un evento ⇒ la causalità, quindi il pandeterminismo. Comune ad entrambi è la rottura del limite tra materia e spirito, quindi il principio generatore di questi gruppi di temi è «la possibilità di passaggio fisico tra spirito e materia».

Tale principio genera il pandeterminismo e la metamorfosi; ma anche la moltiplicazione della personalità, la soppressione della frontiera tra soggetto ed oggetto, la trasformazione del tempo e dello spazio. Questi sono i temi dell'Io.
Possiamo ancora caratterizzare questi temi dicendo che riguardano essenzialmente la strutturazione del rapporto tra l'uomo ed il mondo: siamo nel sistema percezione-coscienza. Il termine di percezione è importante e le opere legate a questa rete tematica ne fanno risaltare continuamente la tematica ed in modo particolare quella del senso della vista. Si potrebbe perciò designare tutti questi temi come «temi dello sguardo».

### Cap. 8. I temi del Tu
I temi del Tu (la seconda rete tematica) sono quelli relativi alla sessualità. Questi temi sono incompatibili con quelli dell'Io. Come si sviluppano i temi di questa nuova rete tematica: il desiderio sessuale può diventare quanto di più essenziale nella vita, esso può prendere forme soprannaturali (il diavolo), esso può trasformarsi in incesto, in omosessualità, in amore orgiastico, in sadismo ⇒ violenza ⇒ morte ⇒ necrofilia.
Siamo partiti dal desiderio sessuale ed abbiamo visto come le sue tematiche nel fantastico si sviluppino come “perversioni” della sessualità. Il soprannaturale interviene (per aiutarli) quando l'amore, il sesso e la sessualità non sono condannati. Potremmo chiamare questa nuova rete di temi «Relazione dell'Uomo con il suo desiderio» e di conseguenza con il suo inconscio; l'uomo non è più soltanto osservatore ma entra in relazione dinamica con gli altri.

### Cap. 9. I temi del fantastico: conclusione
Tre accostamenti: i temi dell'Io e l'universo dell'infanzia; i temi dell'io e la droga; i temi dell'io e la psicosi.
L'infanzia, la droga, la schizofrenia e la psicosi hanno in comune un paradigma proprio anche dei temi dell'Io. Un altro accostamento che rivela analogie è quello tra i temi del tu e la nevrosi. Sul piano della teoria psicoanalitica la rete dei temi dell'Io corrisponde al sistema percezione-coscienza mentre la rete tematica del Tu corrisponde al sistema delle pulsioni inconsce. In pratica, i temi dell'Io (i temi dello sguardo) si fondano su una rottura della frontiera tra psichico e fisico, mentre i temi del Tu (i temi del discorso) si formano a partire dalla relazione che si stabilisce, nel discorso, tra due interlocutori. Infine, questa spartizione tematica divide in due tutta la letteratura.

### Cap. 10. Letteratura e fantastico

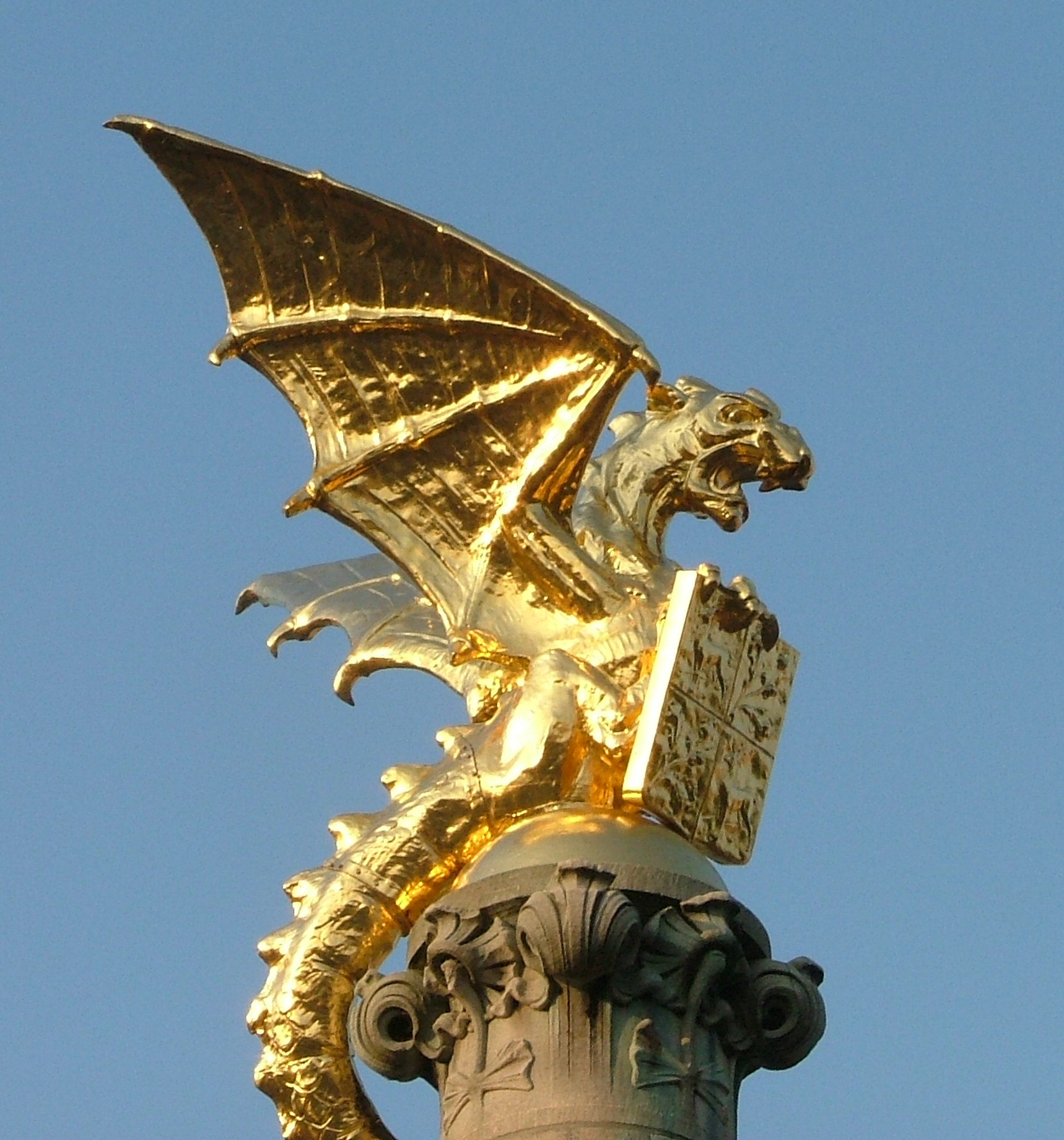
Drago

Ci possiamo adesso porre la domanda: perché il fantastico? Questa domanda tiene conto delle funzioni del genere. Le funzioni sono due, una sociale ed una letteraria. La funzione sociale è quella di consentire un valicamento di certi confini inaccessibili. Ad esempio, i temi del Tu sono tutti trasgressivi di una legge morale.
La funzione del soprannaturale è quella di sottrarre il testo all'intervento della legge e quindi di consentire di trasgredirla. Il fantastico aveva quindi una funzione sociale prima dell'avvento della psicoanalisi. Fantastico e psicoanalisi parlano infatti delle stesse cose.
Per quanto riguarda la funzione letteraria, dobbiamo dividerla in tre parti: una funzione pragmatica (effetto a livello emozionale), una funzione semantica (il soprannaturale manifesta sé stesso) e una funzione sintattica (entra nello svolgimento del racconto).
Prendiamo l'ultima funzione: la struttura sintattica è simile in ogni racconto. C'è prima un equilibrio stabile, poi qualcosa che lo turba e alla fine c'è un nuovo equilibrio; il soprannaturale interviene negli episodi che cambiano l'equilibrio. Il soprannaturale è il mezzo più efficace per avere questo scatto narrativo.
Funzione sociale e funzione letteraria si identificano nella trasgressione di una legge. La funzione del fantastico stesso è quella di suscitare una reazione, di comunicare oltre il normale modo di comunicare. La letteratura, per comunicare oltre il normale ed il reale, doveva introdurre l'irreale nel reale ⇒ per sottolineare questo superamento.
La letteratura fantastica lascia due nozioni: quella della realtà e quella della letteratura. La letteratura del XX secolo ha perso questa funzione. Ne è un esempio La metamorfosi di Kafka: il lettore, messo di fronte ad un fatto soprannaturale, non è esaltato dalla sua straordinarietà ma deve finire con il riconoscerne la naturalità. L'uomo normale è appunto l'essere fantastico; il fantastico diventa la regola non l'eccezione. Ciò che nel fantastico era l'eccezione qui diventa una regola.

## Edizioni
Ediz. originale
- Cvetan Todorov, Introduction a la littérature fantastique, 1ª ed., Parigi, Éditions du Seuil, 1970, SBN CAG0441552.

Ediz. italiane
- Cvetan Todorov, La letteratura fantastica, "Argomenti", n. 29, Milano, Garzanti, 1977, SBN RAV0018524.
- Cvetan Todorov, La letteratura fantastica, tradotto da Elina Klersy Imberciadori, 5ª ed., Milano, Garzanti, 1995  [1981; 1985], ISBN 88-11-47285-7.
- Cvetan Todorov, La letteratura fantastica, collana Gli Elefanti, Milano, Feltrinelli, 2000, ISBN 88-11-66978-2.
- Cvetan Todorov, La letteratura fantastica, tradotto da Elina Klersy Imberciadori, Milano, Garzanti, 2007, ISBN 978-88-11-66978-4.